# 南の風（風力3）
南の風(風力3)（みなみのかぜふうりょくさん）は、かつてトゥインクル・コーポレーションで活動していた日本のお笑いコンビ。1999年8月結成、2006年1月解散。

## メンバー
- 湯川 宏明（ゆかわ ひろあき、1972年6月21日 -  ）、ボケ担当
大阪府出身、血液型はO型、身長173cm、体重63kg、特技はサッカー、暗算。
- 井上 亮（いのうえ りょう、1972年4月22日 -  ）、ツッコミ担当
大阪府出身、血液型はA型、身長171cm、体重55kg、特技はレジ打ち、ピアノ、ゲーム。

## 概要
- 1999年にコンビ結成。ネタは漫才で湯川の緩い感じのボケと井上の勢いあるツッコミが売りであった。
- 2004年7月にNHK『爆笑オンエアバトル』に出演。初挑戦では341KB[注釈 1]で6位オフエアとなったが、2回目の挑戦となる同年12月11日（北海道・北見大会）放送回で529KBという高得点を叩き出しオンエアを勝ち取る。その後、2005年2月5日（富山大会）放送回で329KB[注釈 2]と再び6位オフエアとなるも、同年5月7日放送回で453KBでリベンジする。このまま連勝が期待されると思われたがその後連敗してしまい、2006年1月をもってコンビを解散した。

## 出演

### テレビ
- 爆笑オンエアバトル（NHK総合）戦績2勝4敗 最高529KB
  - 100KB台、300KB台、400KB台、500KB台を経験しているが200KB台は一度も経験しなかった。オフエア4回中300KB台で6位敗退と100KB台で10位敗退を共に2回ずつ経験している。
  - 最高KBが529KBを獲得している出場芸人の中で最も勝利数と出場回数が少ないコンビである[注釈 3]。
- 笑いの金メダルjr. くりぃむ杯（テレビ朝日）
- イエヤス（中部日本放送）

## 単独公演
- 「スケジュール」(2003年)
- 「米」(2003年)

## DVD
- 「よのもと」（2005年）